# Robert Grosvenor (6e baronnet)
Pour les articles homonymes, voir Robert Grosvenor.
Robert Grosvenor, 6e baronnet (7 mai 1695 – 1er août 1755) est un député anglais et un ancêtre du Duc de Westminster.

## Biographie
Il est le plus jeune fils survivant de Thomas Grosvenor (3e baronnet) et fait ses études au Collège d'Eton, Brasenose College, Oxford, et le Inner Temple.
Lorsque ses autres frères, Richard Grosvenor (4e baronnet) et Thomas Grosvenor (5e baronnet), meurent sans héritiers, il devient baronnet en 1733. En 1730, il épouse Jeanne, fille de Jean Warre de Swell Cour et Shepton Beauchamp, Somerset. Ils ont deux fils (Richard et Thomas) et quatre filles. Initialement, ils vivent dans le Somerset, mais quand Grosvenor devient baronnet, ils s'installent au siège de la famille à Eaton Hall, Cheshire.
Robert devient député pour Chester de janvier 1733 à sa mort. Bien qu'un éminent conservateur, il n'a jamais été enregistré comme ayant voté.
À sa mort, en août 1755, il est remplacé par son fils aîné, Richard. le 7e baronnet, est créé baron Grosvenor en 1761 et comte Grosvenor en 1784.